# Через віхи історії
«Че́рез ві́хи істо́рії» — книга з історії сіл Жмеринського району Вінницької області. Містить інформацію про історію сіл, місцеві звичаї, обряди і традиції.

## Група співавторів
- Михайло Петрович Антонюк — головний автор
- Василь Репінський — с. Кармалюкове
- Надія Слободянюк, В. Логвінов — смт. Браїлів
- Петро Синюк — с. Станіславчик
- В. Д. Просюк — с. Дубова
- Анатолій Чирва, Семен Король, Софія Гук, Тетяна Кузмінська — с. Чернятин, Токарівка, Слобода-Черновецька
- Анатолій Кучинський — с. Северинівка, Голубівка
- Олена Шпак — с. Кудіївці
- Володимир Хрипливий — с. Олександріївка
- Валерій Шовкалюк — с. Почапинці
- Галина Бондаренко — с. Потоки
- Олег Антонюк — с. Сьомаки
- Олександр Гусак — с. Мала Жмеринка